# Platanthera pallida
Platanthera pallida là một loài thực vật có hoa trong họ Lan. Loài này được P.M.Br. miêu tả khoa học đầu tiên năm 1992.